# Indiana Asteroid Program
Indiana Asteroid Program ist die Bezeichnung für ein Asteroiden-Suchprogramm, das fotografische Asteroiden-Beobachtungen nutzte und von 1949 bis 1967 am Goethe-Link-Observatorium in Brooklyn im US-Bundesstaat Indiana betrieben wurde.
Das Projekt hatte vier Ziele:
- Wiederentdeckung von Asteroiden, deren Position stark von der vorhergesagten Position abwich;
- Neuberechnung von Bahndaten bzw. Überarbeitung von alten Berechnungen;
- Erfassung der Absoluten Helligkeit mit einer Genauigkeit von 0,1 mag; und
- Ausbildung von Studenten.

Das Suchprogramm wurde von Frank K. Edmondson von der Indiana University initiiert.
Die Aufnahmen wurden mit einem 10-inch-f/6,5-Cooke-Triplet-Astrografen angefertigt und unter der Leitung vom Tom Gehrels photometrisch ausgewertet.
Während der Laufzeit des Programms wurden insgesamt 119 Asteroiden neu entdeckt.
Das Suchprogramm wurde 1967 eingestellt, weil die Lichtverschmutzung durch die benachbarte Großstadt Indianapolis die benötigten langen Belichtungszeiten nicht mehr zuließ. Die ca. 7.000 Fotoplatten werden im Archiv des Lowell-Observatoriums aufbewahrt.